# Costaricaguava
Costaricaguava (Psidium friedrichsthalianum) är en myrtenväxtart som först beskrevs av Otto Karl Berg, och fick sitt nu gällande namn av Franz Josef Niedenzu. Costaricaguavan ingår i släktet Psidium och familjen myrtenväxter. Inga underarter finns listade i Catalogue of Life.

## Bildgalleri

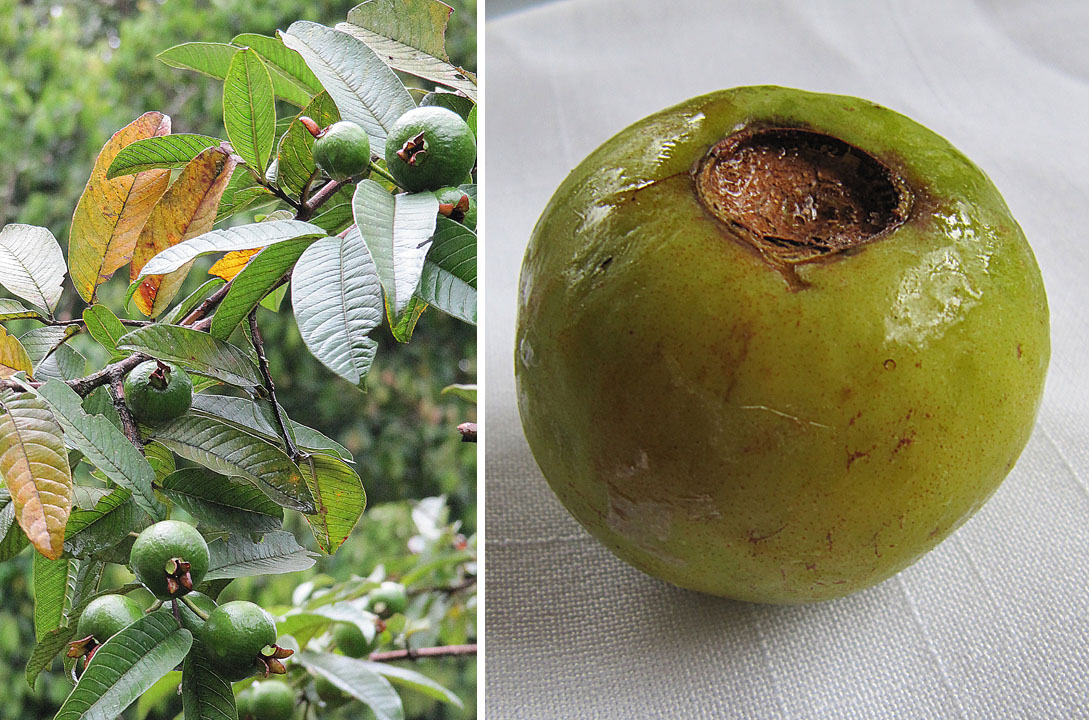